# 位相空間の圏
数学の一分野である圏論における位相空間の圏（いそうくうかんのけん、英: category of topological spaces）Top あるいは {\displaystyle {\mathcal {T}}\!\!op} は、位相空間を対象とし、連続写像を射とする圏を言う。ただし、しばしば対象や射を特定のものに制限したり適当なものに取り換えたりするので注意が必要である（例えば、対象はしばしばコンパクト生成と仮定する）。これが圏を成すことは、二つの連続写像の合成がふたたび連続となることによる。圏 Top および位相的性質を圏論の手法を用いて研究する分野を圏論的位相空間論 (categorical topology) と言う。
注意: 記号 Top を位相多様体と連続写像の圏の意味で用いる文献があるので注意が必要である。必要ならば TopSp や TopMan などと書けば混乱は避けられる。

## 具体圏として
よく知られた圏の御多分に漏れず、位相空間の圏 Top は具体圏である（すなわち、対象が集合に構造（今の場合位相）を入れたものによって与えられ、なおかつ射はその構造を保つ写像となっている）。従って、集合の圏への自然な忘却函手 U: Top → Set が、各位相空間にその台集合を対応させ、各連続写像に台となる写像を対応させるものとして存在する。
この忘却函手 U は左随伴 D: Set → Top として各集合に離散位相を入れる（このとき任意の写像は離散空間上定義されることから自動的に連続になる）函手を持ち、また右随伴 I: Set → Top は各集合の密着位相を入れる（このとき密着空間値の写像は必ず連続になる）函手で与えられる。実は両函手とも U の右逆である（すなわち UD と UI はともに Set の恒等函手に等しい）。さらに言えば、離散空間の間の写像あるいは密着空間の間の写像は必ず連続となるから、両函手とも Set から Top への充満埋め込みを与える。
具体圏としての Top はファイバー完備、すなわち与えられた集合 X 上に可能な位相すべての成す圏（X の上にある U のファイバーと呼ぶ）は包含関係を順序として完備束を成す。このファイバーの最大元は X 上の離散位相であり、最小元は密着位相である。
具体圏としての Top は位相圏と呼ばれるところのもののモデルである。位相圏は任意の構造化された始域 (structured source) (X → UAi)I が一意な始持ち上げ (initial lift) (A →  Ai)I を持つという事実によって特徴づけられる。Top において始持ち上げは、始域に始位相を入れることで得られる。位相圏は多くの性質（例えばファイバー完備、離散函手および密着函手、極限の一意な持ち上げなど）を Top と共有している。

## 極限と余極限
位相空間の圏 Top は完備かつ余完備、すなわち任意の小さい極限と余極限がともに Top 内に存在する。実は忘却函手 U: Top → Set は極限および余極限の何れにも一意に持ち上げられ、それらを保つ。従って Top における（余）極限は Set における（余）極限に適当な位相を入れることによって得られる。
具体的には、F は Top における図式として、(L, φ) が Set に落とした図式 UF の極限であるとき、Top において対応する F の極限は (L, φ) に始位相 を入れることで得られる。これと双対的に、Top における余極限を得るには、それに対応する Set の余極限に終位相を入れればよい。
多くの代数学的な圏と異なり、忘却函手 U: Top → Set は極限を創出したり反映したりしない。これは典型的には Set における普遍錐を被覆する Top の非普遍錐があることによる。
Top における極限および余極限の例を挙げる:
- 位相空間と見なした空集合は Top の始対象であり、任意の単集合は終対象である。ゆえに Top には零対象は存在しない。
- Top における圏論的直積は、台集合の集合論的直積に直積位相を入れたもので与えられる。圏論的直和は位相空間の位相的直和で与えられる。
- Top における射の対の等化子は、集合論的な等化子に相対位相を入れたもので与えられる。双対的に、余等化子は集合論的余等化子に商位相を入れたもので与えられる。
- Top における直極限および逆極限は、それぞれ集合論的な直極限および逆極限にそれぞれ終位相及び始位相を入れればよい。
- 接着空間（英語版） は Top における押出し（英語版）の例である。

## その他の性質
- Top における単型射（圏論的単射）は単射連続写像で与えられ、全型射（圏論的全射）は全射連続写像、同型射は同相写像で与えられる（双射連続写像は双型射だが同型射でないことに注意）。
- 極値的単型射 (extremal monomorphism) は（同型を除いて）部分位相空間の埋め込みであり、任意の極値的単型射は正則射 (regular morphism) である。
- 極値的全型射 (extremal epimorphism) は（本質的に）商写像であり、任意の極値的全型射は正則射である。
- 分裂単型射は（本質的に）引込み（英語版）の全空間 (ambient space) への包含写像である。
- 分裂全型射は（同型を除いて）空間からその引込みの空間への連続な上への写像（集合論的全射）である。
- Top には零射は存在せず、特に Top は前加法圏とならない。
- Top はデカルト閉圏でない（したがってトポスにもならない）。これは任意の位相空間に対する指数対象がないことによる。

## 他の圏との関係性
- 点付き位相空間 Top• は Top 上の余スライス圏（英語版）である。
- 位相空間のホモトピー圏（英語版） hTop は位相空間を対象とし、連続写像のホモトピー同値類を射とする圏である。これは Top の商圏（英語版）になる。先の例と同様に点付きホモトピー圏 hTop• も考えられる。
- Top は重要な充満部分圏としてハウスドルフ空間の圏 Haus を含む。この部分圏で付与される構造はより多くの全型射を許すようにするものである。実は、この部分圏における全型射はちょうど、その像が終域において稠密となるような射になっている。つまりこの圏における全型射（圏論的全射）は上への写像（集合論的全射）となることを要しない。